# Lliga turca de futbol
La lliga turca de futbol, coneguda oficialment com a Süper Lig (Súper Lliga) i anteriorment Milli Lig (Lliga Nacional) i 1. Lig (Primera Lliga), és la màxima competició turca de futbol. És organitzada per la Federació Turca de Futbol.

## Història

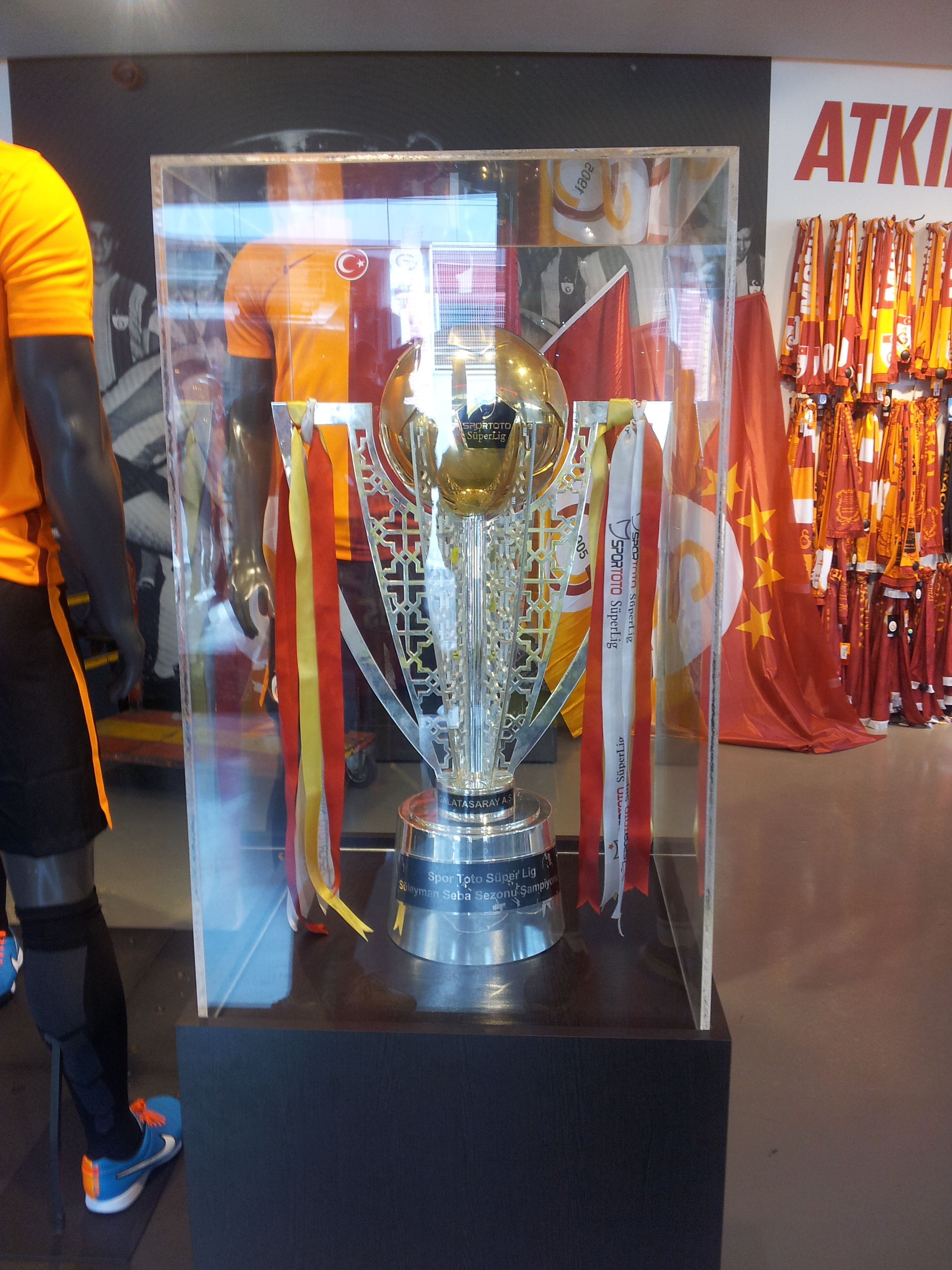
Trofeu entre 2014–15 i 2021–22.

La lliga turca es creà el 1959 com un intent d'unificar les diverses lligues regionals arreu del país. Els anys 1957 i 1958 es disputà la Copa de la Federació Turca (Federasyon Kupası) que fou reconeguda com a equivalent a la lliga turca el 20 de març del 2002. L'any 2005 signà un acord de patrocini amb l'empresa de telefonia Turkcell. El patrocinador actual és Spor Toto.

## Sistema de competició
La temporada comença al mes d'agost i acaba al maig del següent any, amb una aturada hivernal de dos mesos al desembre i gener. Els 18 clubs participants juguen tots contra tots dues vegades, un partit al seu camp i l'altre en camp contrari. A la fi de la temporada, els dos primers equips es classifiquen per a la Lliga de Campions de la UEFA (el campió entra a la tercera fase classificatòria i el subcampió disputa la segona ronda prèvia), el tercer classificat obté una plaça per a la pròxima edició de la Lliga Europa de la UEFA i els tres últims classificats descendeixen a Segona divisió.
Equips participants a la competició:
- 16 clubs: 1959
- 20 clubs: 1959–1962
- 22 clubs: 1962–1963
- 18 clubs: 1963–1964
- 16 clubs: 1964–1966
- 17 clubs: 1966–1968
- 16 clubs: 1968–1981
- 17 clubs: 1981–1982
- 18 clubs: 1982–1985
- 19 clubs: 1985–1987
- 20 clubs: 1987–1988
- 19 clubs: 1988–1989
- 18 clubs: 1989–1990
- 16 clubs: 1990–1994
- 18 clubs: 1994–2020
- 21 clubs: 2020–2021
- 20 clubs: 2021–2022
- 19 clubs: 2022–2023
- 20 clubs: 2023–2024
- 19 clubs: 2024–present

## Historial
Font:
Pels campions anteriors vegeu:
- Campionat turc de futbol (1923-1951)
- Lliga Nacional turca de futbol (1937-1950)

El nombre de campionats enre parèntesi es continua amb els títols del Campionat turc i la Lliga Nacional.
- 1956-57:  Beşiktaş JK (6)[a]
- 1957-58:  Beşiktaş JK (7)[a]
- 1958-59:  Fenerbahçe SK (10)
- 1959-60:  Beşiktaş JK (8)
- 1960-61:  Fenerbahçe SK (11)
- 1961-62:  Galatasaray SK (2)
- 1962-63:  Galatasaray SK (3)
- 1963-64:  Fenerbahçe SK (12)
- 1964-65:  Fenerbahçe SK (13)
- 1965-66:  Beşiktaş JK (9)
- 1966-67:  Beşiktaş JK (10)
- 1967-68:  Fenerbahçe SK (14)
- 1968-69:  Galatasaray SK (4)
- 1969-70:  Fenerbahçe SK (15)
- 1970-71:  Galatasaray SK (5)
- 1971-72:  Galatasaray SK (6)
- 1972-73:  Galatasaray SK (7)
- 1973-74:  Fenerbahçe SK (16)
- 1974-75:  Fenerbahçe SK (17)
- 1975-76:  Trabzonspor (1)
- 1976-77:  Trabzonspor (2)
- 1977-78:  Fenerbahçe SK (18)
- 1978-79:  Trabzonspor (3)
- 1979-80:  Trabzonspor (4)
- 1980-81:  Trabzonspor (5)
- 1981-82:  Beşiktaş JK (11)
- 1982-83:  Fenerbahçe SK (19)
- 1983-84:  Trabzonspor (6)
- 1984-85:  Fenerbahçe SK (20)
- 1985-86:  Beşiktaş JK (12)
- 1986-87:  Galatasaray SK (8)
- 1987-88:  Galatasaray SK (9)
- 1988-89:  Fenerbahçe SK (21)
- 1989-90:  Beşiktaş JK (13)
- 1990-91:  Beşiktaş JK (14)
- 1991-92:  Beşiktaş JK (15)
- 1992-93:  Galatasaray SK (10)
- 1993-94:  Galatasaray SK (11)
- 1994-95:  Beşiktaş JK (16)
- 1995-96:  Fenerbahçe SK (22)
- 1996-97:  Galatasaray SK (12)
- 1997-98:  Galatasaray SK (13)
- 1998-99:  Galatasaray SK (14)
- 1999-00:  Galatasaray SK (15)
- 2000-01:  Fenerbahçe SK (23)
- 2001-02:  Galatasaray SK (16)
- 2002-03:  Beşiktaş JK (17)
- 2003-04:  Fenerbahçe SK (24)
- 2004-05:  Fenerbahçe SK (25)
- 2005-06:  Galatasaray SK (17)
- 2006-07:  Fenerbahçe SK (26)
- 2007-08:  Galatasaray SK (18)
- 2008-09:  Beşiktaş JK (18)
- 2009-10:  Bursaspor (1)
- 2010-11:  Fenerbahçe SK (27)
- 2011-12:  Galatasaray SK (19)
- 2012-13:  Galatasaray SK (20)
- 2013-14:  Fenerbahçe SK (28)
- 2014-15:  Galatasaray SK (21)
- 2015-16:  Beşiktaş JK (19)
- 2016-17:  Beşiktaş JK (20)
- 2017-18:  Galatasaray SK (22)
- 2018-19:  Galatasaray SK (23)
- 2019-20:  Başakşehir (1)
- 2020-21:  Beşiktaş JK (21)
- 2021-22:  Trabzonspor (7)
- 2022-23:  Galatasaray SK (24)
- 2023-24:  Galatasaray SK (25)
- 2024-25:  Galatasaray SK (26)

## Títols per clubs
- Galatasaray SK (25): 1961–62, 1962–63, 1968–69, 1970–71, 1971–72, 1972–73, 1986–87, 1987–88, 1992–93, 1993–94, 1996–97, 1997–98, 1998–99, 1999–00, 2001–02, 2005–06, 2007–08, 2011–12, 2012–13, 2014–15, 2017–18, 2018–19, 2022–23, 2023-24, 2024-25
- Fenerbahçe SK (19): 1959, 1960–61, 1963–64, 1964–65, 1967–68, 1969–70, 1973–74, 1974–75, 1977–78, 1982–83, 1984–85, 1988–89, 1995–96, 2000–01, 2003–04, 2004–05, 2006–07, 2010–11, 2013–14
- Beşiktaş JK (16): 1956–57[a], 1957–58[a], 1959–60, 1965–66, 1966–67, 1981–82, 1985–86, 1989–90, 1990–91, 1991–92, 1994–95, 2002–03, 2008–09, 2015–16, 2016–17, 2020–21
- Trabzonspor (7): 1975–76, 1976–77, 1978–79, 1979–80, 1980–81, 1983–84, 2021–22
- Bursaspor (1): 2009-10
- İstanbul Başakşehir FK (1): 2019-20

| 1950s | Equip      |
| 2     | Beşiktaş   |
| 1     | Fenerbahçe |

| 1960s | Equip                 |
| 4     | Fenerbahçe            |
| 3     | Galatasaray, Beşiktaş |

| 1970s | Equip                    |
| 4     | Fenerbahçe               |
| 3     | Galatasaray, Trabzonspor |

| 1980s | Equip                   |
| 3     | Trabzonspor, Fenerbahçe |
| 2     | Beşiktaş, Galatasaray   |

| 1990s | Equip       |
| 5     | Galatasaray |
| 4     | Beşiktaş    |
| 1     | Fenerbahçe  |

| 2000s | Equip                   |
| 4     | Fenerbahçe, Galatasaray |
| 2     | Beşiktaş                |

| 2010s | Equip                |
| 5     | Galatasaray          |
| 2     | Fenerbahçe, Beşiktaş |
| 1     | Bursaspor            |

| 2020s | Equip                             |
| 3     | Galatasaray                       |
| 1     | Başakşehir, Beşiktaş, Trabzonspor |